# Beware My Love
Beware My Love è una canzone scritta da Paul e Linda McCartney ed interpretata dai Wings. Inclusa nell'album Wings at the Speed of Sound del 1976, è stata utilizzata come lato B di Let 'Em In. Una versione live registrata il 7 giugno dello stesso anno a Denver è stata inclusa sull'album live Wings over America; un'altra, registrata il 10 dello stesso mese a Seattle, appare sul film Rockshow e sul documentario Wings over the World.

## Il brano

### Testo e musica
Come vari altri brani di McCartney, Beware My Love è formata da vari elementi separati. La canzone inizia con una breve melodia suonata su di un armonium seguita da una parte di chitarra acustica; intanto, la canzone precedente, She's My Baby, sfuma in dissolvenza. Linda canta, con il raddoppio vocale, nell'inizio e nella fine del brano, mentre McCartney in tutto; la parte vocale dell'ex-beatle diventa sempre più aggressiva ad ogni verso. In un verso, il protagonista dice di aver lasciato alla propria donna un messaggio nella canzone, anche se si è notato che non ce n'è nessuno. La melodia del bridge è basata su un tetracordo discendente suonato sul basso elettrico; il modo di suonare lo strumento di McCartney, assieme alla parte di batteria di Joe English ed ai cori di Linda e Denny Laine, è stato lodato. McCartney stesso ha affermato di sentirsi eccitato dal coro. La traccia è in chiave di re minore, ma l'intro di chitarra è in la maggiore e quello di tastiera in do maggiore.

### Registrazione
Beware My Love venne registrata senza sovraincisioni, quindi con tutti i musicisti suonare contemporaneamente.

### Accoglienza
Il pezzo venne pubblicata come quarta traccia del lato A di Wings at the Speed of Sound del 1976, un album di grande successo della band. Inoltre, venne pubblicata come lato B di Let 'Em In, un 45 giri di grande successo dei Wings.
È stata comparata da John Baleny con i brani Rock Show e Soily dei Wings e da Tim Riley con Helter Skelter dei Beatles.
Beware My Love è stata considerata da Banley come l'esempio folgorante del fatto che i Wings non erano diventati una band disco, mentre Stephen Thomas Erlewine di AllMusic come la migliore canzone che passa, senza sforza, da una parte leggera ad un pezzo hard rock. Sono state numerose le altre lodi, in particolar modo alla versione pubblicata su Wings over America.